# Mirjam Beile
Mirjam Beile (* 1971 in Ettenheim) ist eine deutsche Bäckerin und Konditorin sowie Autorin.

## Leben und Wirken
Beile wurde 1971 als jüngstes von vier Kindern in Ettenheim geboren und wuchs dort auf. Nach dem Schulabschluss absolvierte sie eine Berufsausbildung zur Bäckerin in einer Vollkornbäckerei in Frankfurt am Main und arbeitete einige Jahre in diesem Beruf in der Schweiz. Zusätzlich ließ sie sich zur Konditorin ausbilden und machte außerdem eine Ausbildung zur Rettungssanitäterin.  2005 gab sie die hauptberufliche Arbeit als Bäckerin und Konditorin auf und machte sich mit einem Erste-Hilfe-Ausbildungszentrum selbstständig. Nebenberuflich veröffentlichte sie 2005 ihr erstes Buch mit dem Titel Brot aus dem Brotbackautomaten.
Es folgten weitere Backbücher für den Brotbackautomaten; einige davon erschienen auch in Fremdsprachen. Zudem entwickelte und veröffentlichte sie für einen Hersteller von Backautomaten Rezepte für den Brotbackautomaten.

## Publikationen
- Brot aus dem Brotbackautomaten. Verlag Ulmer, Stuttgart 2005, 5. Auflage 2020, ISBN 978-3-8186-1136-1.
- Brotbacklust. Ulmer, Stuttgart 2009, 4. Auflage 2020, ISBN  978-3-8186-0970-2.
- Kuchen und Knabbereien aus dem Brotbackautomaten. Ulmer, Stuttgart 2011, ISBN 978-3-8001-7535-2.
- Gebäck für Dich. Ulmer, Stuttgart 2011, ISBN 978-3-8001-7588-8.
- Vollkornbrote. Ulmer, Stuttgart 2015, ISBN 978-3-8186-1646-5.
- Glutenfreie Brote aus dem Brotbackautomaten. Ulmer, Stuttgart 2017, 2. Auflage 2024, ISBN 978-3818622152.
- Brotbacken mit Emmer, Einkorn & Co. Ulmer, Stuttgart 2018, ISBN 978-3-8001-3387-1.
- Sauerteigbrote aus dem Brotbackautomaten. Ulmer, Stuttgart 2018, ISBN 978-3-8186-0539-1.
- Brote mit wenig Hefe aus dem Brotbackautomaten. Ulmer, Stuttgart 2024, ISBN 978-3-8186-2069-1.

## Fernsehsendungen
- 2013: ARD-Buffet / SWR